# Vận chuyển thụ động

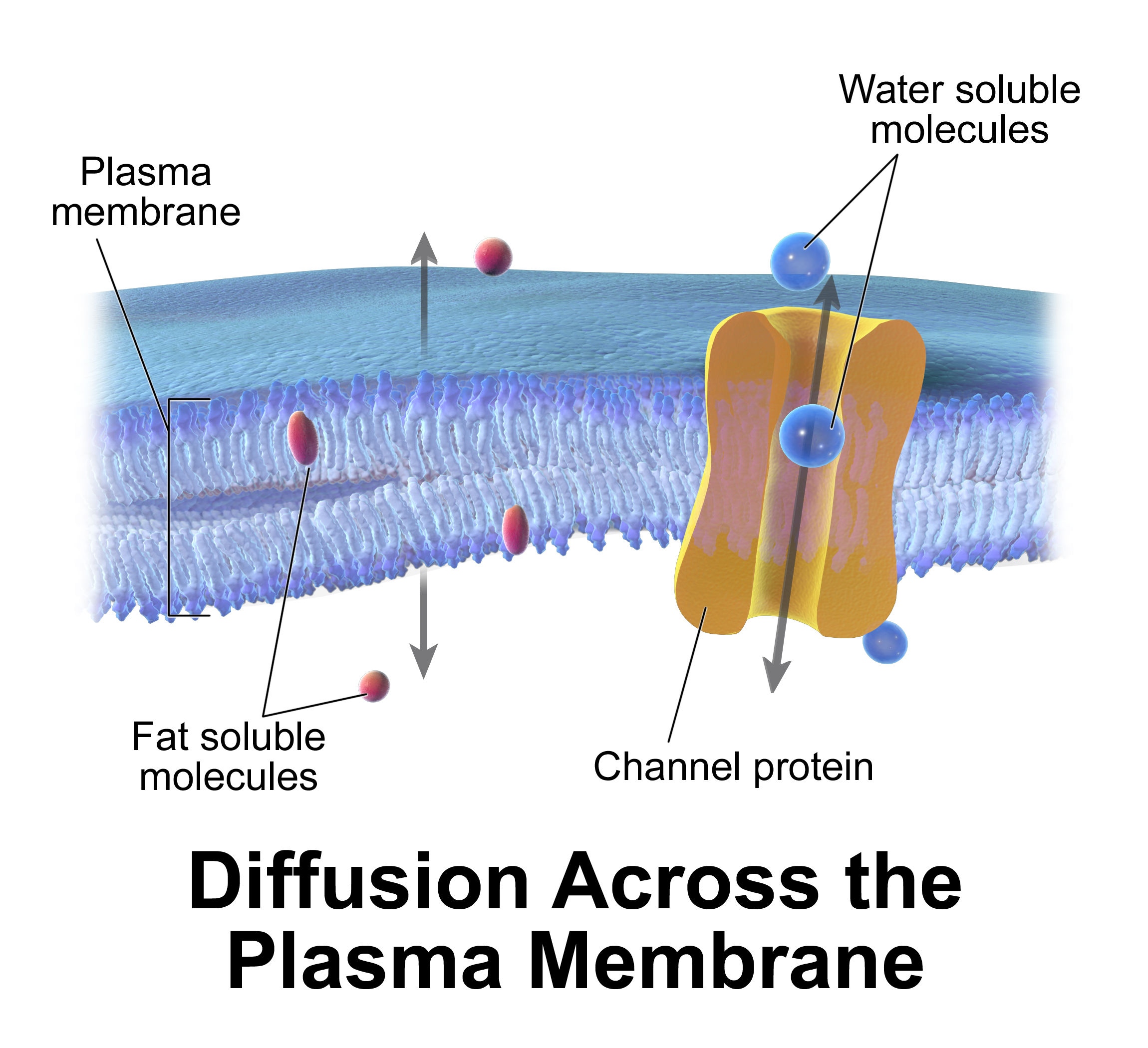
Khuếch tán thụ động qua một màng tế bào.

Vận chuyển thụ động là sự dịch chuyển của các ion và các chất dạng phân tử và nguyên tử khác xuyên qua màng tế bào mà không cần đầu vào năng lượng. Không giống như vận chuyển chủ động, nó không yêu cầu đưa năng lượng tế bào vào bởi vì thay vì đó nó lại được làm cho hoạt động bằng xu hướng tăng entropy của hệ. Tốc độ vận chuyển thụ động phụ thuộc vào khả năng thấm của màng tế bào, thứ mà ngược lại lại phụ thuộc vào sự tổ chức và đặc tính của lipid và protein của màng. Bốn kiểu vận chuyển thụ động chính là khuếch tán đơn giản, facilitated diffusion (tạm dịch: khuếch tán được thuận hóa), lọc và/hoặc thẩm thấu.
Có hai loại vận chuyển thụ động là khuếch tán và thẩm thấu.

## Khuếch tán
Sự khuếch tán là sự chuyển động của các phân tử theo chiều từ nơi có gradient nồng độ cao đến nơi có gradient nồng độ thấp. Sự khuếch tán diễn ra trong môi trường lỏng và khí. Khi các phân tử phân bố đồng đều trong môi trường, sự khuếch tán đạt đến cân bằng. Ở trạng thái cân bằng này, các phân tử vẫn di chuyển nhưng theo hai chiều như nhau nên gọi là cân bằng động.
Có hai phương thức:
- Khuếch tán đơn giản: Chỉ các chất không phân cực và kích thước nhỏ, có thể đi qua lớp phospholipid kép như các chất khí, các phân tử kị nước.
- Khuếch tán tăng cường: Chỉ các chất phân cực và kích thước lớn, đi qua lớp lớp lipid kép vấn tốc độ rất chậm hoặc không đi qua được nên chúng cần có protein vận chuyển. Ví dụ như các ion, các phân tử ưa nước (đường, amino acid,...).

## Thẩm thấu

Lọc.

Thẩm thấu là sự chuyển động của các phân tử nước và dung môi xuyên qua màng tế bào do áp suất thủy tĩnh được sản sinh ra bởi hệ tuần hoàn. Tùy thuộc vào kích cỡ của lỗ màng, chỉ dung môi ở những kích cỡ nhất định có thể đi xuyên qua nó được. Ví dụ, lỗ màng của bao tiểu thể trong thận thì rất bé, và chỉ duy có albumin, loại protein nhỏ nhất, có cơ hội được lọc qua. Mặt khác, lỗ màng của tế bào gan lại cực kì to, nhưng tuy vậy tế bào lại cực kì nhỏ để cho phép những loại dung môi khác nhau đi qua và được trao đổi chất.
Vùng có nhiều phân tử nước, nồng độ chất tan thấp được gọi là vùng có thế nước cao. Vùng có ít phân tử nước hơn, nồng độ chất tan cao được gọi là vùng có thế nước thấp.
Khi tế bào ở trong các dung dịch có nồng độ khác nhau, các phân tử nước sẽ di chuyển qua màng theo 3 trường hợp:
- Nhược trương: Khi dung dịch có nồng độ chất tan nhỏ hơn bên trong tế bào.
- Đẳng trương: Khi nồng độ chất tan của dung dịch và bên trong tế bào bằng nhau.
- Ưu trương: Khi dung dịch có nồng độ chất tan lớn hơn bên trong tế bào.